# Ordoviciano
| Periodo                                                                                        | Epoca                 | Piano        | Età (Ma)     |
| ---------------------------------------------------------------------------------------------- | --------------------- | ------------ | ------------ |
| Siluriano                                                                                      | Llandovery            | Rhuddaniano  | Più recente  |
| Ordoviciano                                                                                    | Ordoviciano superiore | Hirnantiano  | 445,2 ±0,9   |
| Ordoviciano                                                                                    | Ordoviciano superiore | Katiano      | 452,8 ±0,7   |
| Ordoviciano                                                                                    | Ordoviciano superiore | Sandbiano    | 458,2 ±0,7   |
| Ordoviciano                                                                                    | Ordoviciano medio     | Darriwiliano | 469,4 ±0,9   |
| Ordoviciano                                                                                    | Ordoviciano medio     | Dapingiano   | 471,3 ±1,4   |
| Ordoviciano                                                                                    | Ordoviciano inferiore | Floiano      | 477,1 ±1,2   |
| Ordoviciano                                                                                    | Ordoviciano inferiore | Tremadociano | 486,85 ±1,85 |
| Cambriano                                                                                      | Furongiano            | Stadio 10    | Più antico   |
| Suddivisione dell'Ordoviciano secondo la Commissione internazionale di stratigrafia dell'IUGS. |                       |              |              |

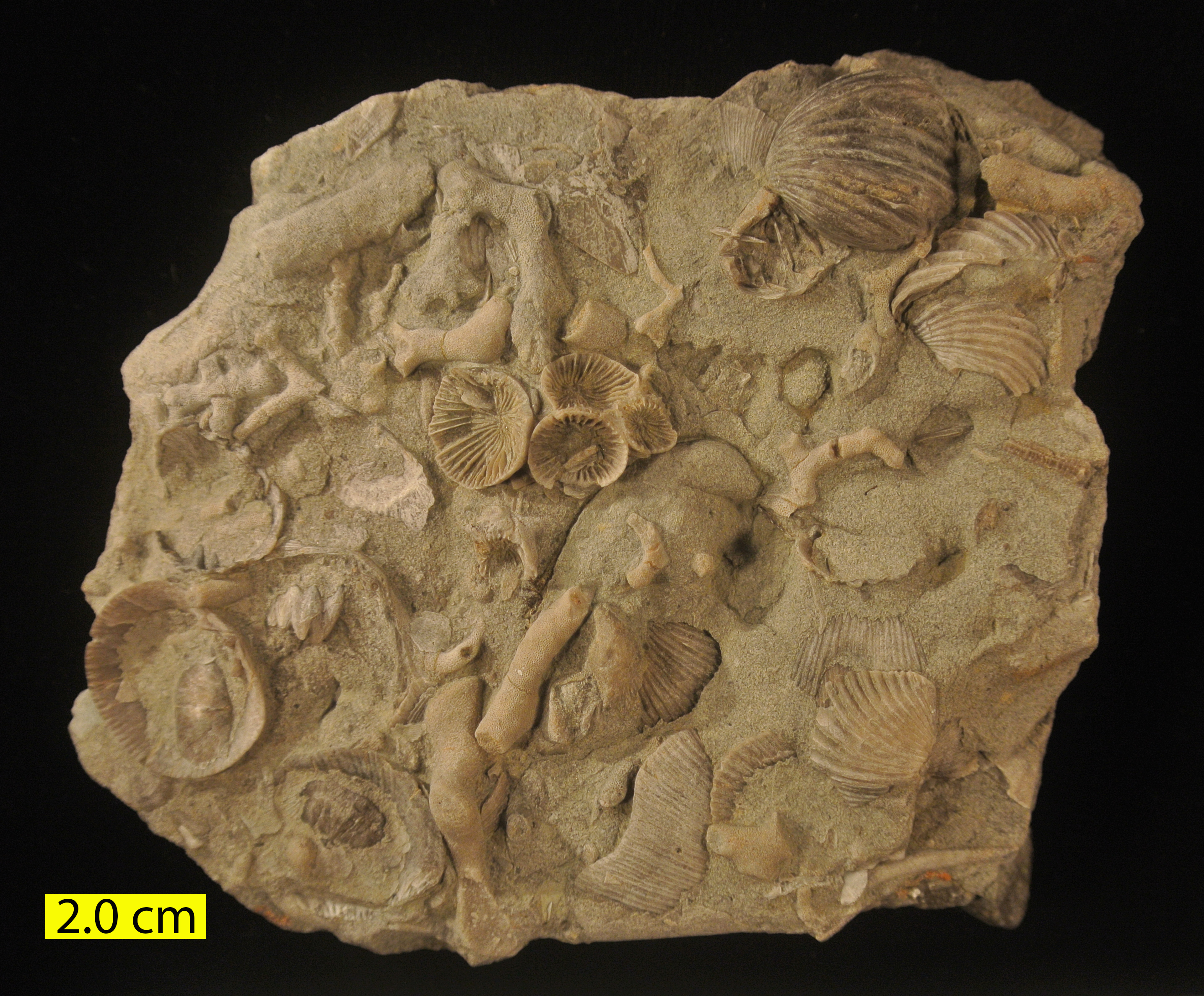

L'Ordoviciano è il secondo dei sei (sette in Nord America) periodi geologici in cui è suddivisa l'era geologica paleozoica e copre il periodo di tempo tra 486,5±1,85 e 443,1 ±0,9 milioni di anni fa. Segue il periodo Cambriano ed è seguito dal periodo Siluriano.
L'Ordoviciano, il cui nome deriva da una tribù gallese (gli Ordovici), fu definito da Charles Lapworth nel 1879 per risolvere una disputa tra i seguaci di Adam Sedgwick e di Roderick Murchison che avevano attribuito le stesse rocce del nord del Galles rispettivamente al Cambriano ed al Siluriano. Lapworth risolse la contesa proponendo un nuovo periodo, perché aveva riconosciuto che la fauna fossile negli strati oggetto della disputa era diversa sia da quella del Cambriano che da quella del Siluriano.
Nel Regno Unito l'adozione del nuovo periodo fu lenta, mentre nelle altre parti del mondo l'Ordoviciano fu accettato velocemente. Esso ricevette il riconoscimento internazionale nel 1906, quando fu adottato ufficialmente come periodo del Paleozoico dal Congresso Internazionale di Geologia. I sedimenti dell'Ordoviciano contengono abbondanti fossili, in particolare: trilobiti, brachiopodi, cefalopodi, crinoidi, graptoliti, coralli. In talune regioni i sedimenti ordoviciani contengono giacimenti di idrocarburi.

## Datazione
L'Ordoviciano iniziò con un evento minore di estinzione circa 486,5 milioni di anni fa. La fine dell'Ordoviciano, 443,1 milioni di anni fa, coincide con uno dei maggiori eventi di estinzione di massa, che portò alla scomparsa di circa il 60% dei generi di animali marini.

## Suddivisione
La Commissione Internazionale di Stratigrafia riconosce per l'Ordoviciano una suddivisione in tre epoche e sette piani:
- Ordoviciano superiore che comprende tre piani:
  - Hirnantiano, (445,2 ± 0,9 - 443,1± 0,9 Ma)
  - Katiano, (452,8 ± 0,7 - 445,2 ± 0,9 Ma)
  - Sandbiano, (458,2 ± 0,7 - 452,8 ± 0,7 Ma)
- Ordoviciano medio che comprende due piani:
  - Darriwiliano, (469,4 ± 0,9 - 458,2 ± 0,7Ma)
  - Dapingiano, (471,3 ± 1,4 - 469,4 ± 0,9 Ma)
- Ordoviciano inferiore che comprende due piani:
  - Floiano, (477,1 ± 1,2 - 4713 ± 1,4 Ma)
  - Tremadociano, (486,85 ± 1,85 - 477,1 ± 1,2 Ma)

## Definizioni stratigrafiche e GSSP
La base dell'Ordoviciano, che coincide anche con quella dell'Ordoviciano inferiore, nonché del suo primo piano, il Tremadociano, è data dalla prima comparsa negli orizzonti stratigrafici dei conodonti della specie Iapetognathus fluctivagus. Questo limite inferiore è posizionato appena sopra la prima comparsa della zona conodontica del Cordylodus lindstromi e appena al di sotto della comparsa dei primi graptoliti planctonici.
Il limite superiore, che è anche il limite dell'Ordoviciano superiore e del suo ultimo piano, l'Hirnantiano, nonché base del successivo Siluriano, è dato dalla prima comparsa dei graptoliti della specie Akidograptus ascensus, a poca distanza dalla prima comparsa del Parakidograptus acuminatus.

### GSSP
Il GSSP, il profilo stratigrafico di riferimento della Commissione Internazionale di Stratigrafia, è stato identificato nella sezione Green Point, situata nel Parco nazionale Gros Morne, circa 70 km dall'aeroporto di Deer Lake e circa 10 km a nord di Rocky Harbour, nella parte occidentale dell'isola di Terranova, nel Canada.

## Fauna
L'Ordoviciano fu caratterizzato da una radiazione adattativa molto importante, anche se meno famosa dell'esplosione cambriana; i generi della fauna marina in pratica si quadruplicarono, dando vita al 12% di tutta la fauna marina conosciuta del Fanerozoico. Ai Trilobiti, ai Brachiopodi non articolati, agli Archeociatidi e alla fauna eocrinoide del Cambriano, subentrarono le specie destinate a dominare il rimanente periodo del Paleozoico, come i brachiopodi articolati, i cefalopodi e i crinoidi. I brachiopodi articolati in particolare, rimpiazzarono i trilobiti nelle comunità di piattaforma continentale. Il loro successo è esemplificativo della grande crescita registratasi nell'Ordoviciano da tutti gli organismi in grado di secernere una conchiglia di natura carbonatica.
In Nord America ed in Europa l'Ordoviciano fu caratterizzato da mari continentali poco profondi e ricchi di vita. Trilobiti e brachiopodi in particolare furono numerosi e differenziati. I primi Briozoi e le prime barriere coralline apparvero nel corso dell'Ordoviciano, incrementando la biodiversità delle comunità di piattaforma carbonatica. I Molluschi, che apparvero già nel Cambriano come i coralli aermatipici (non biocostruttori), divennero comuni e differenziati, specialmente bivalvi, gasteropodi e nautiloidi cefalopodi. Fu a lungo ritenuto che il primo vero vertebrato (pesce - Ostracoderma) apparve nell'Ordoviciano ma recenti scoperte in Cina hanno rivelato che essi probabilmente si originarono all'inizio del Cambriano. Organismi marini ora estinti chiamati graptoliti prosperavano negli oceani e apparve qualche crinoide e cistoide.

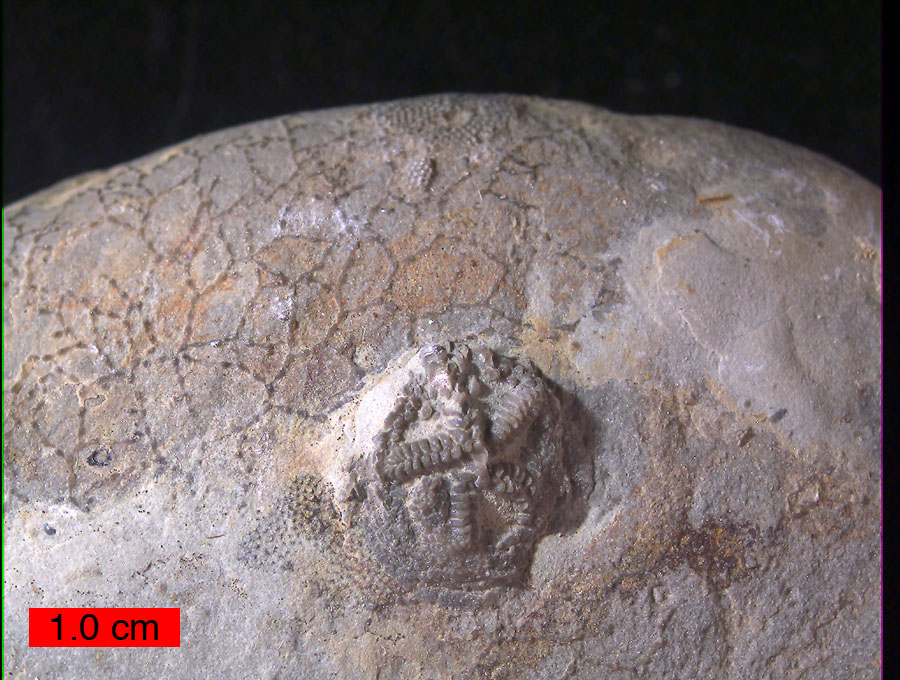
Cystaster stellatus, Corynotrypa
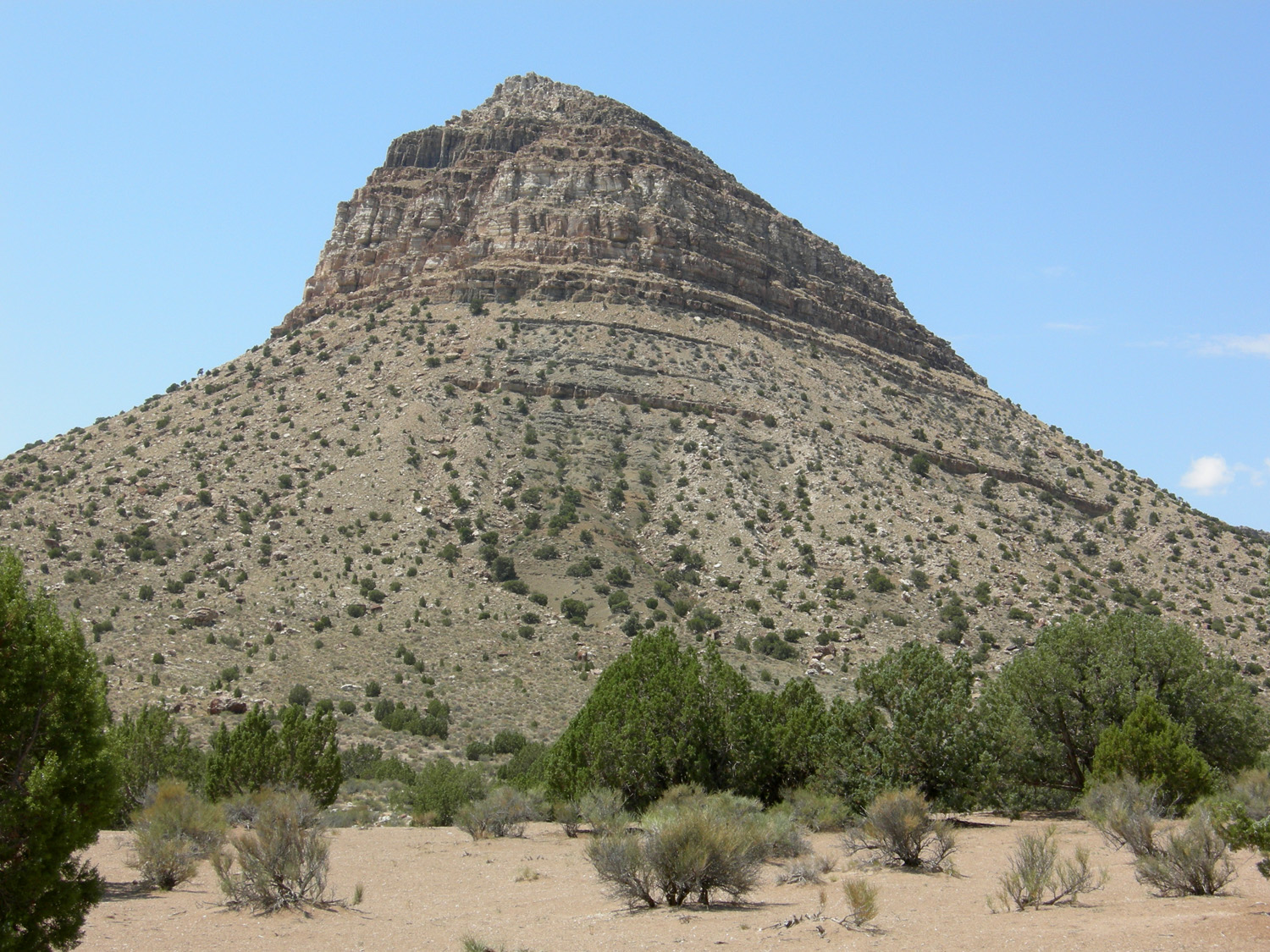
La Fossil Mountain, nell'Utah (USA).
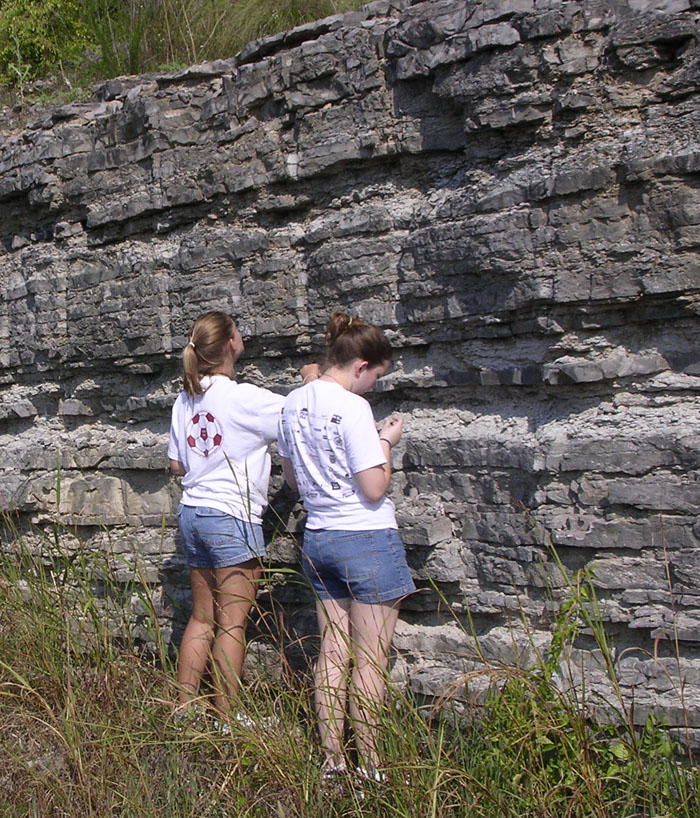
Affioramenti calacarei e scisti argillose dell'Ordoviciano superiore nell'Indiana (USA).
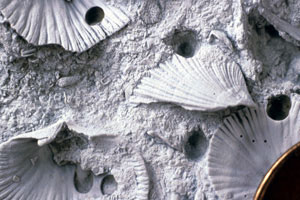
Trypanites
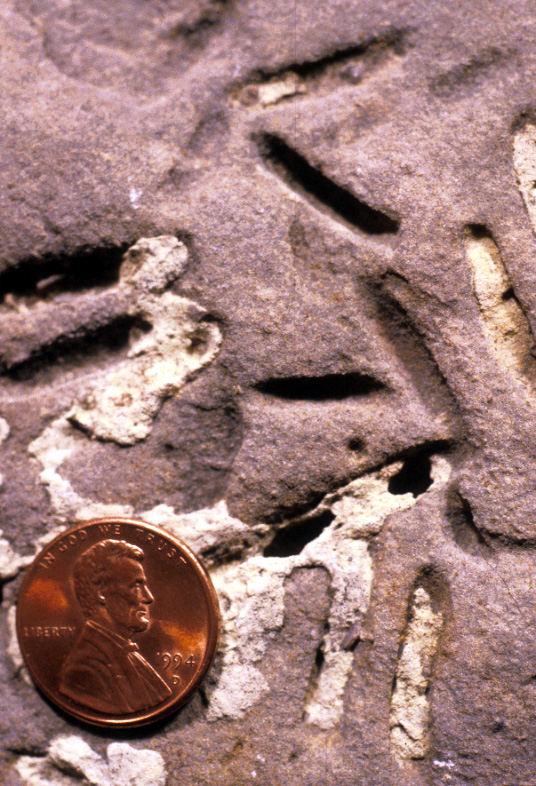
Petroxestes
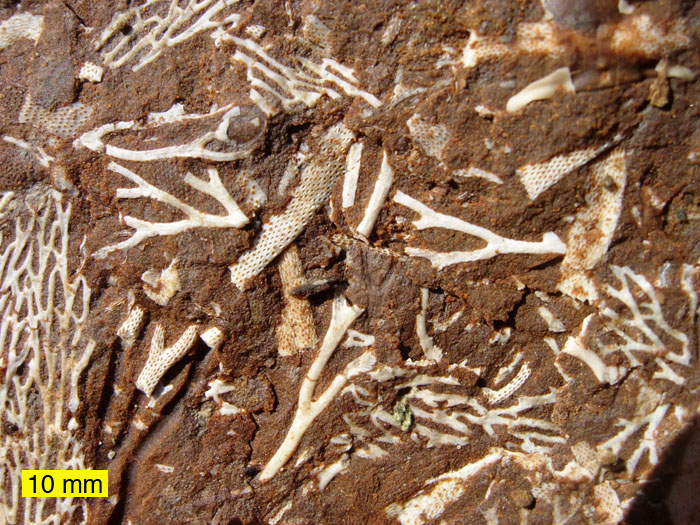
Briozoi
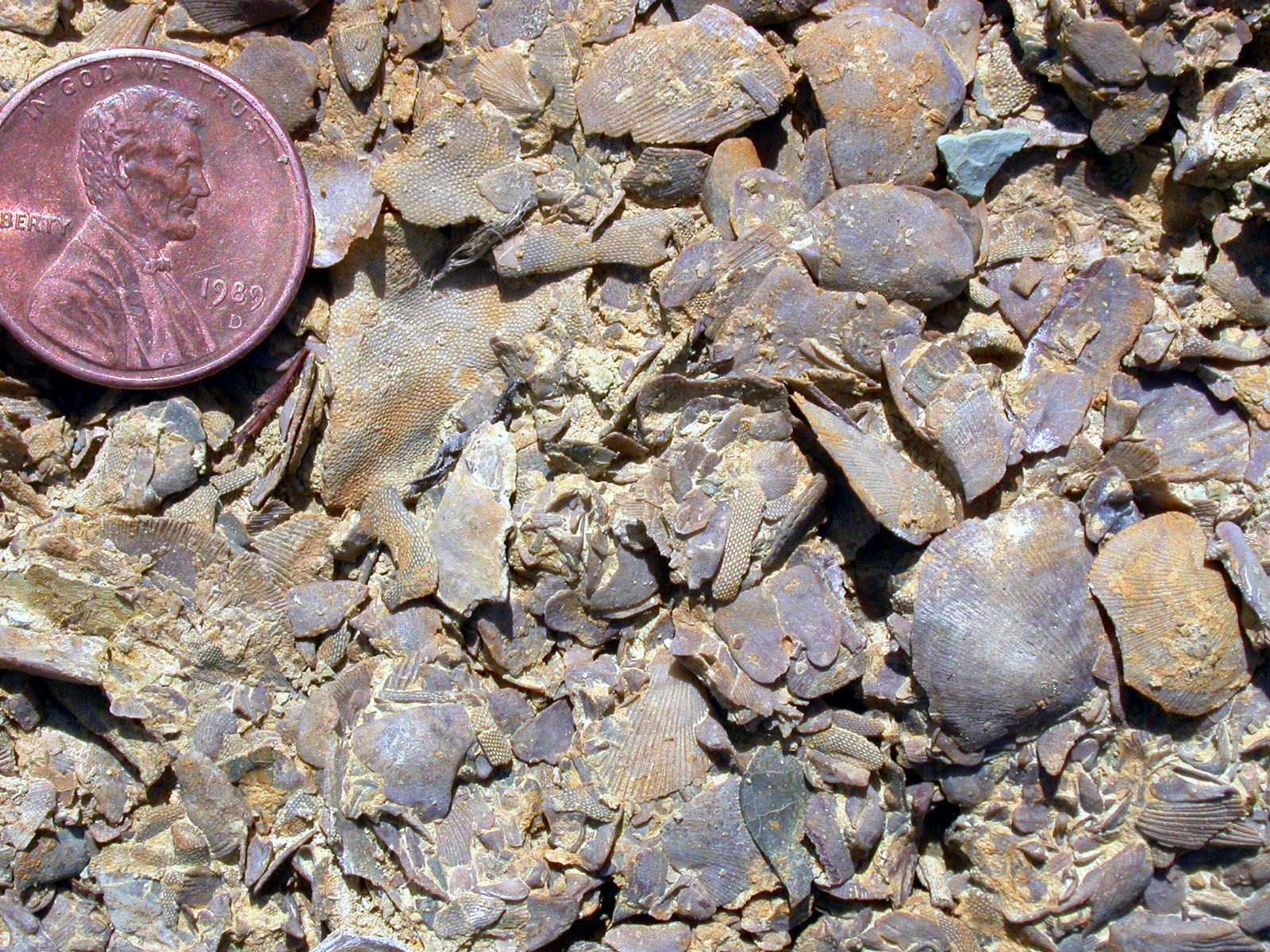
Brachiopoda, Briozoi
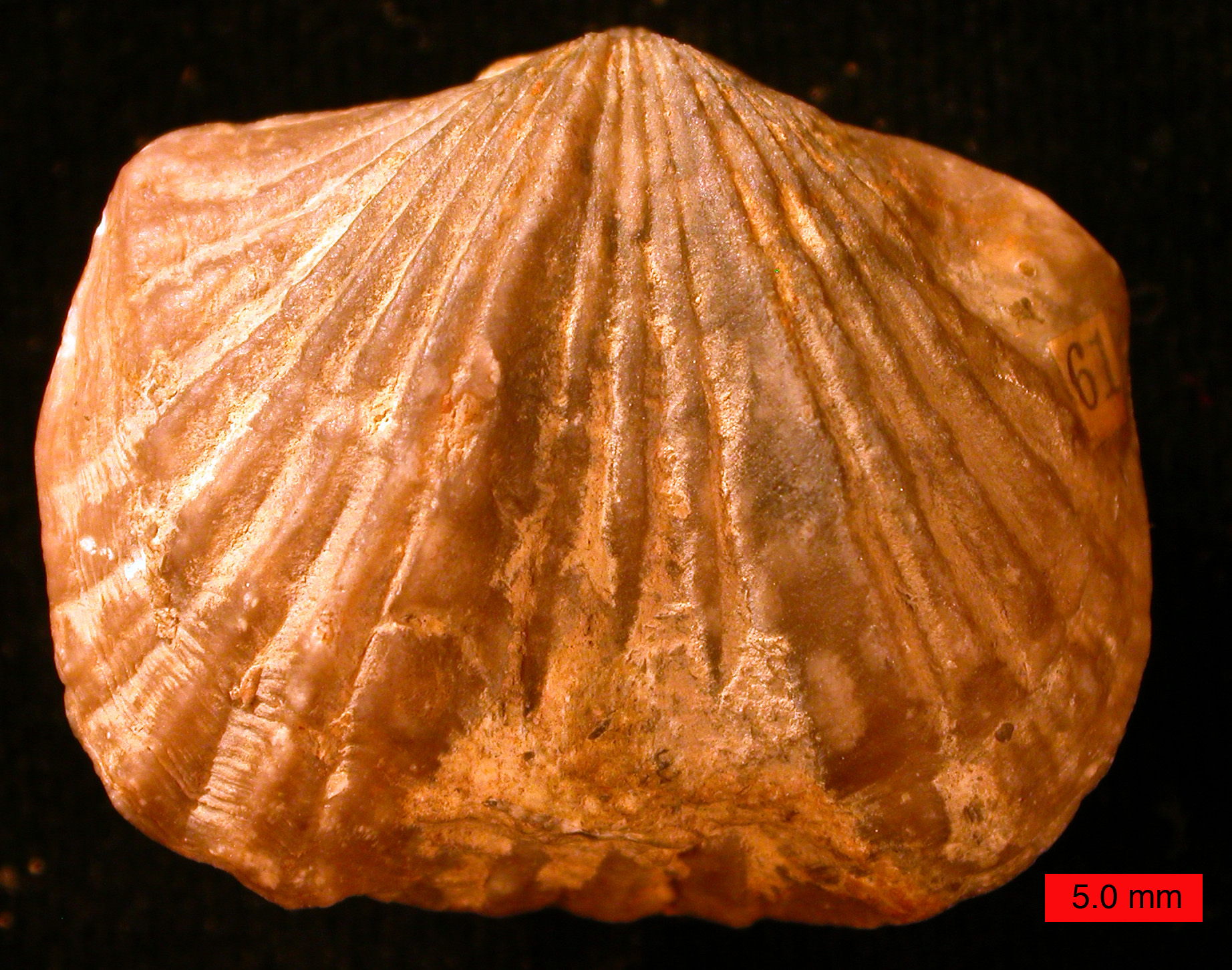
Platystrophia ponderosa
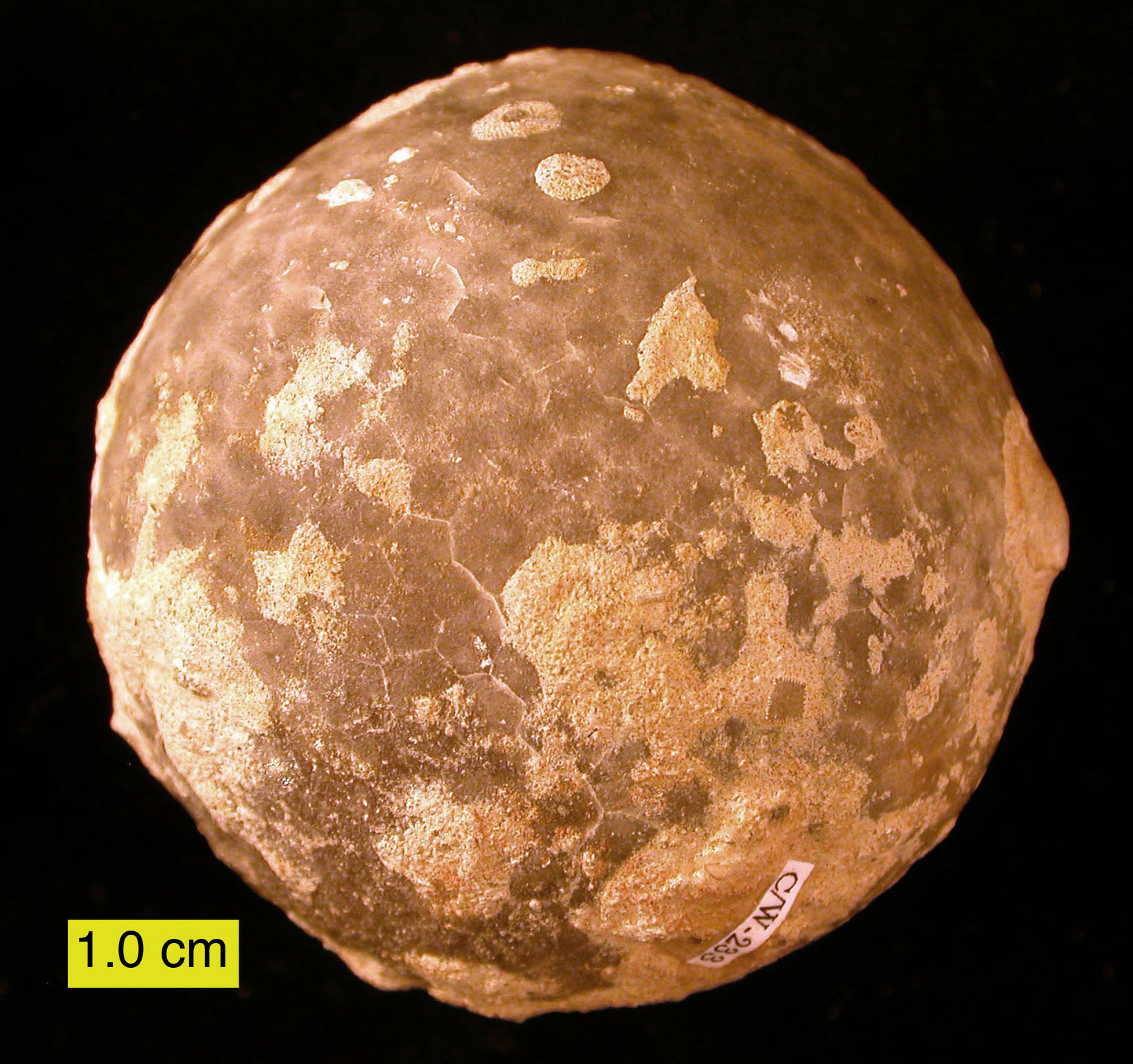
Echinosphaerites
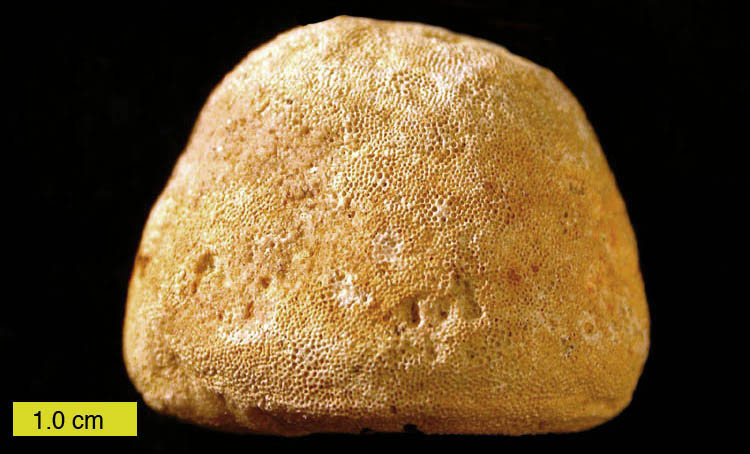
Prasopora
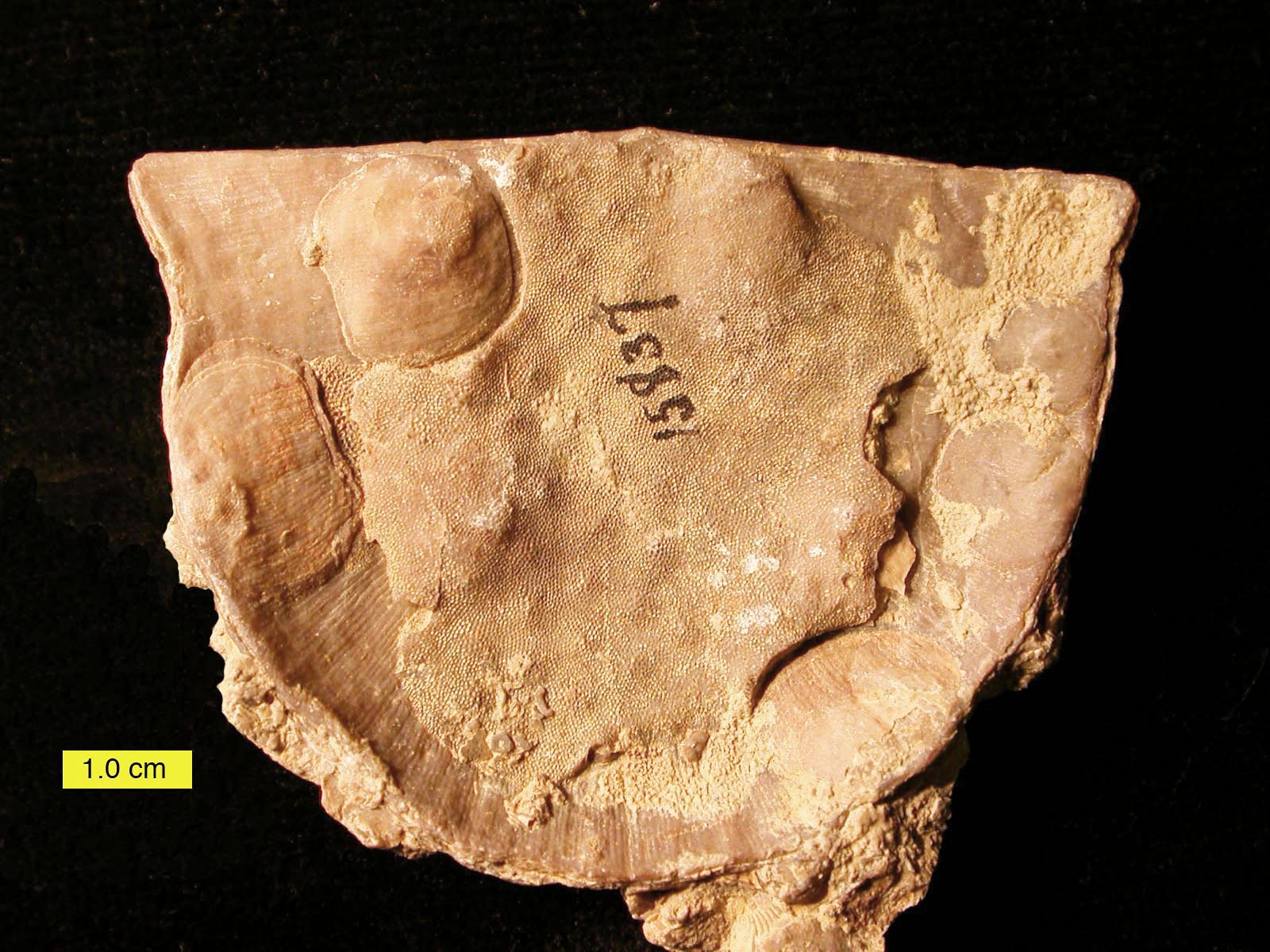
Brachiopoda, Briozoi
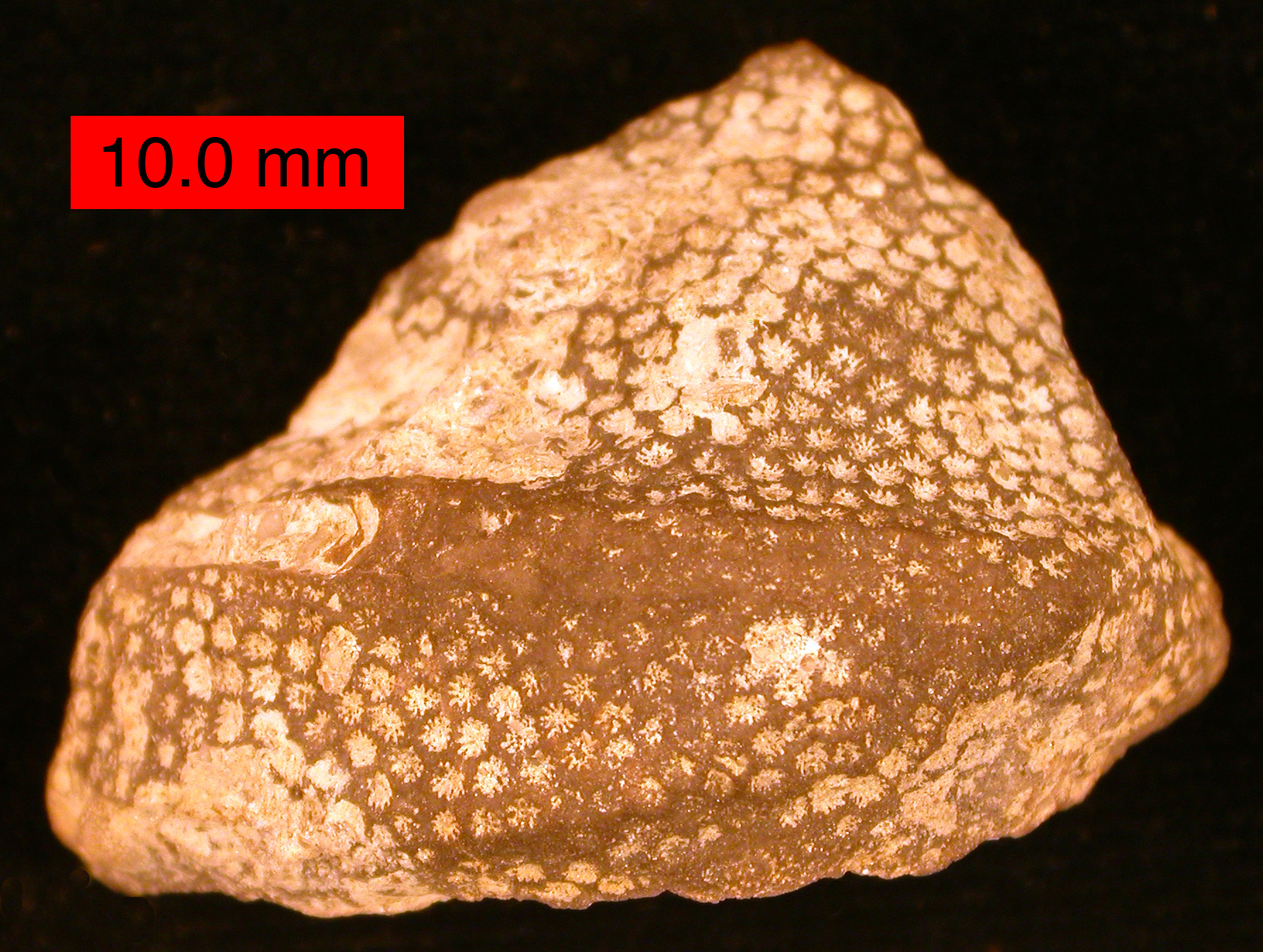
Coralli di Protaraea richmondensis
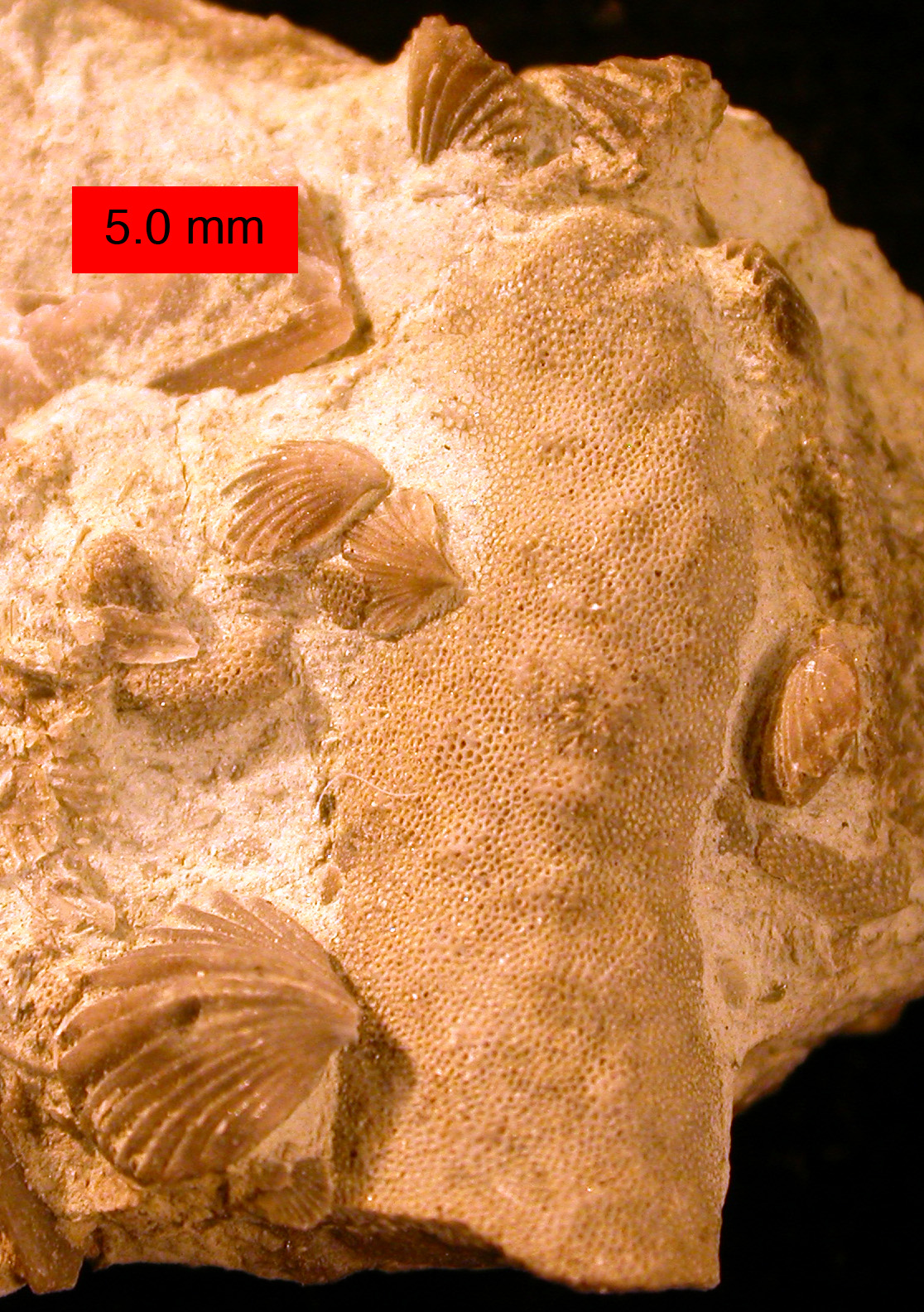
Zygospira modesta
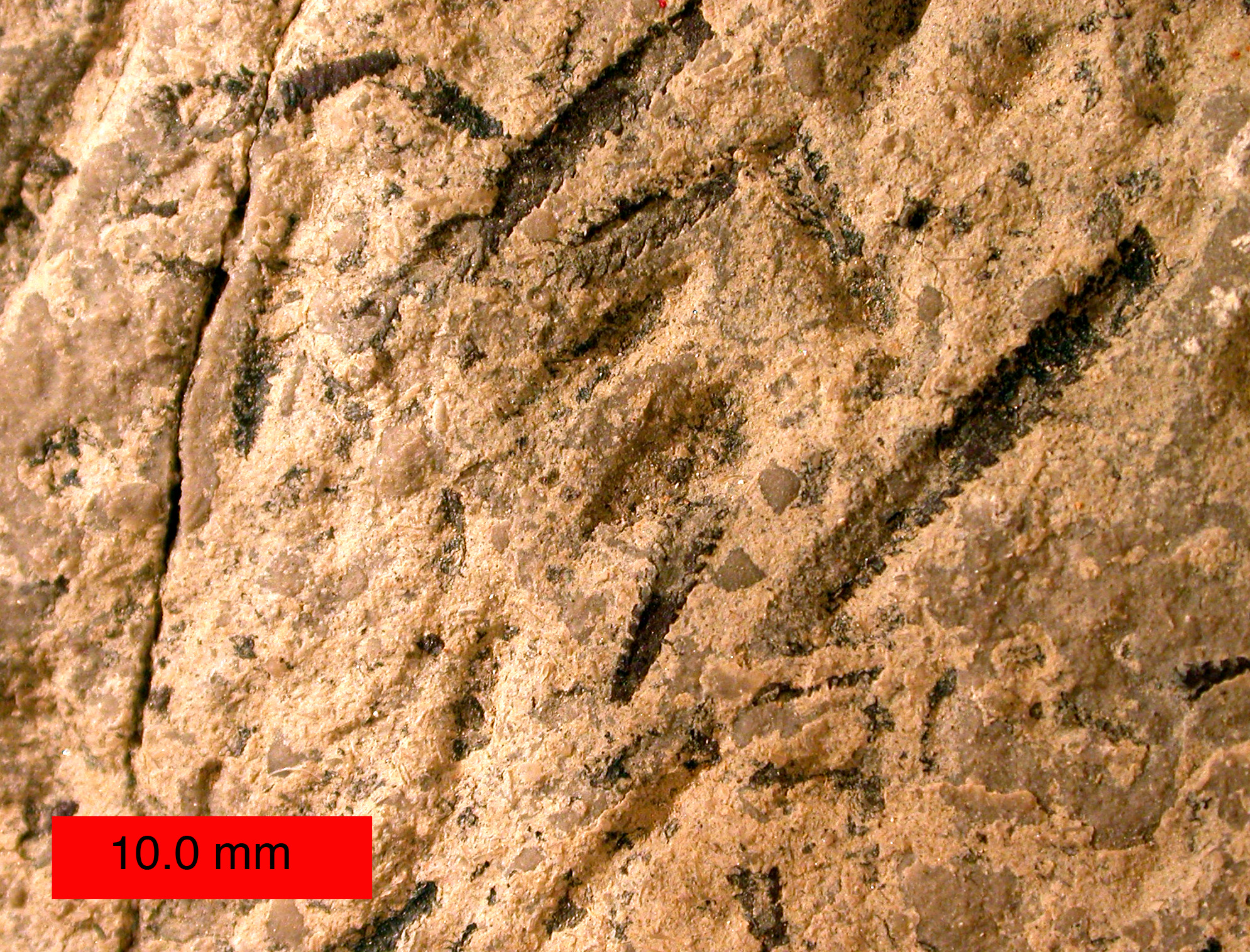
Amplexograptus
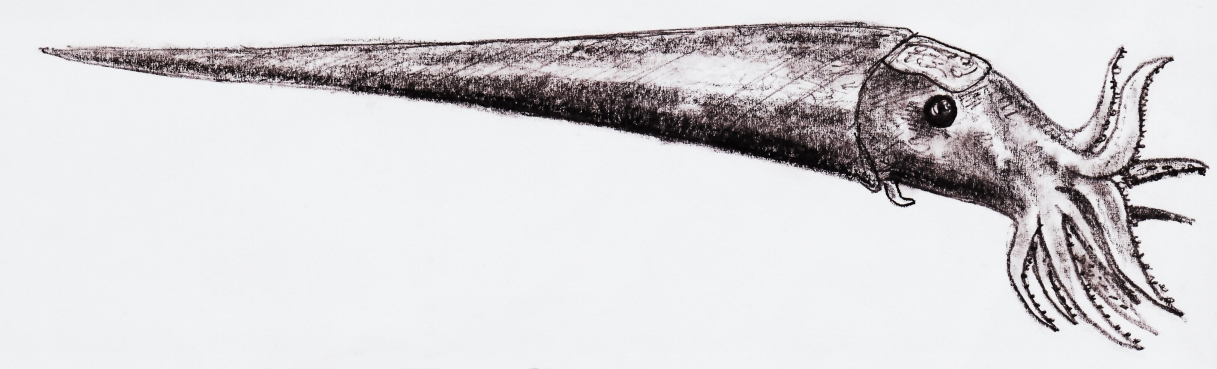
Cameroceras
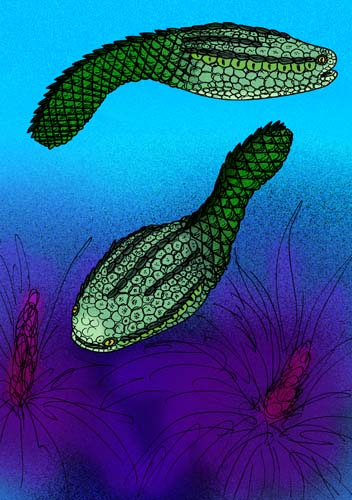
Astrapis
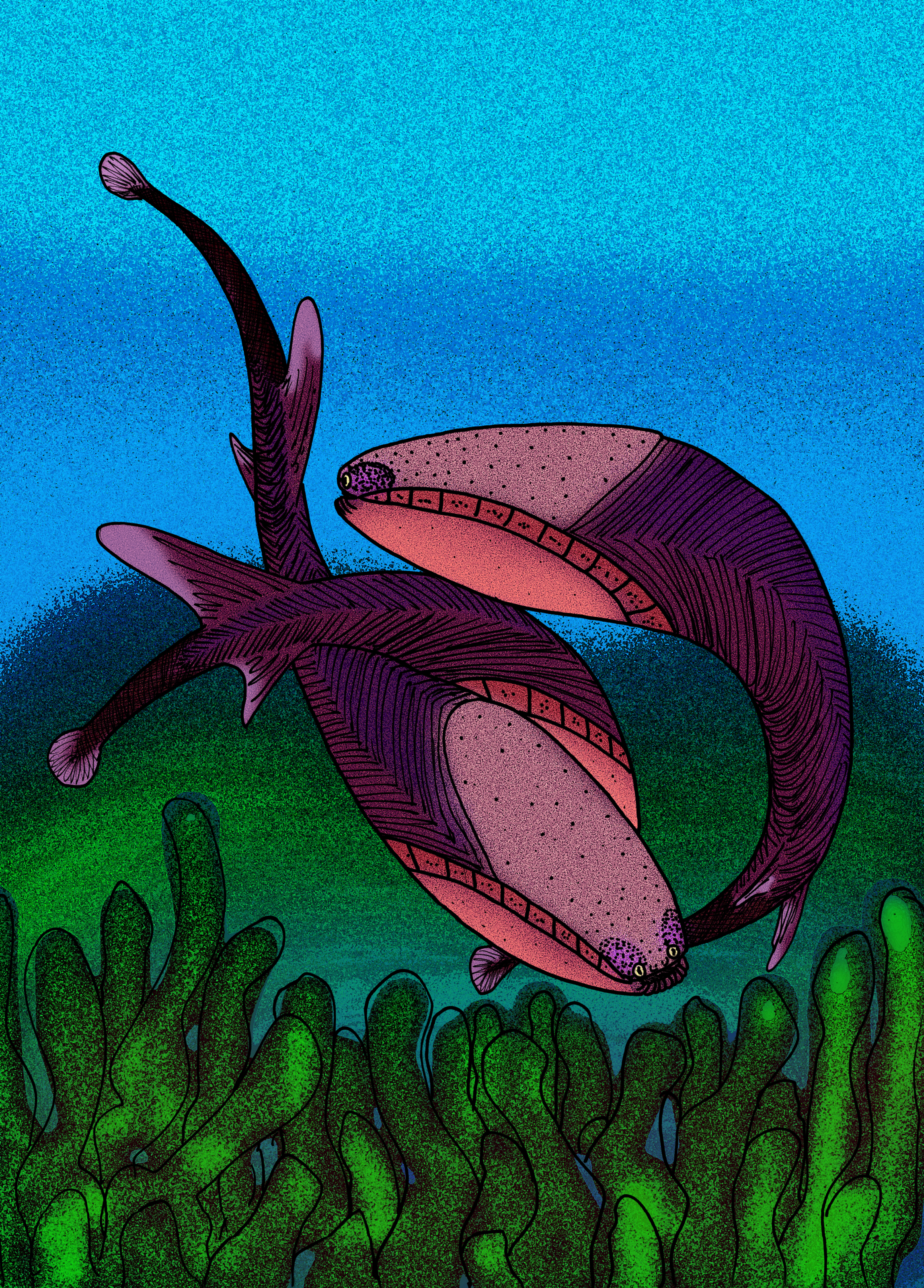
Sacabambaspis
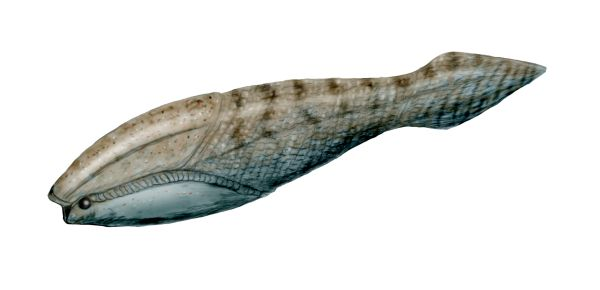
Arandaspis
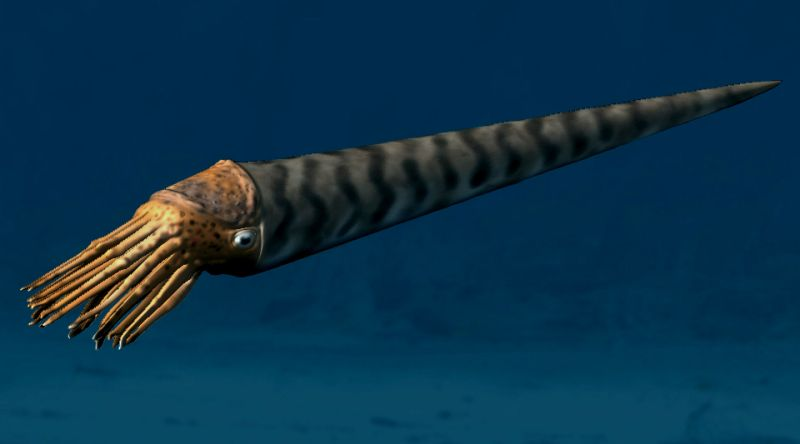
Orthoceras

## Flora

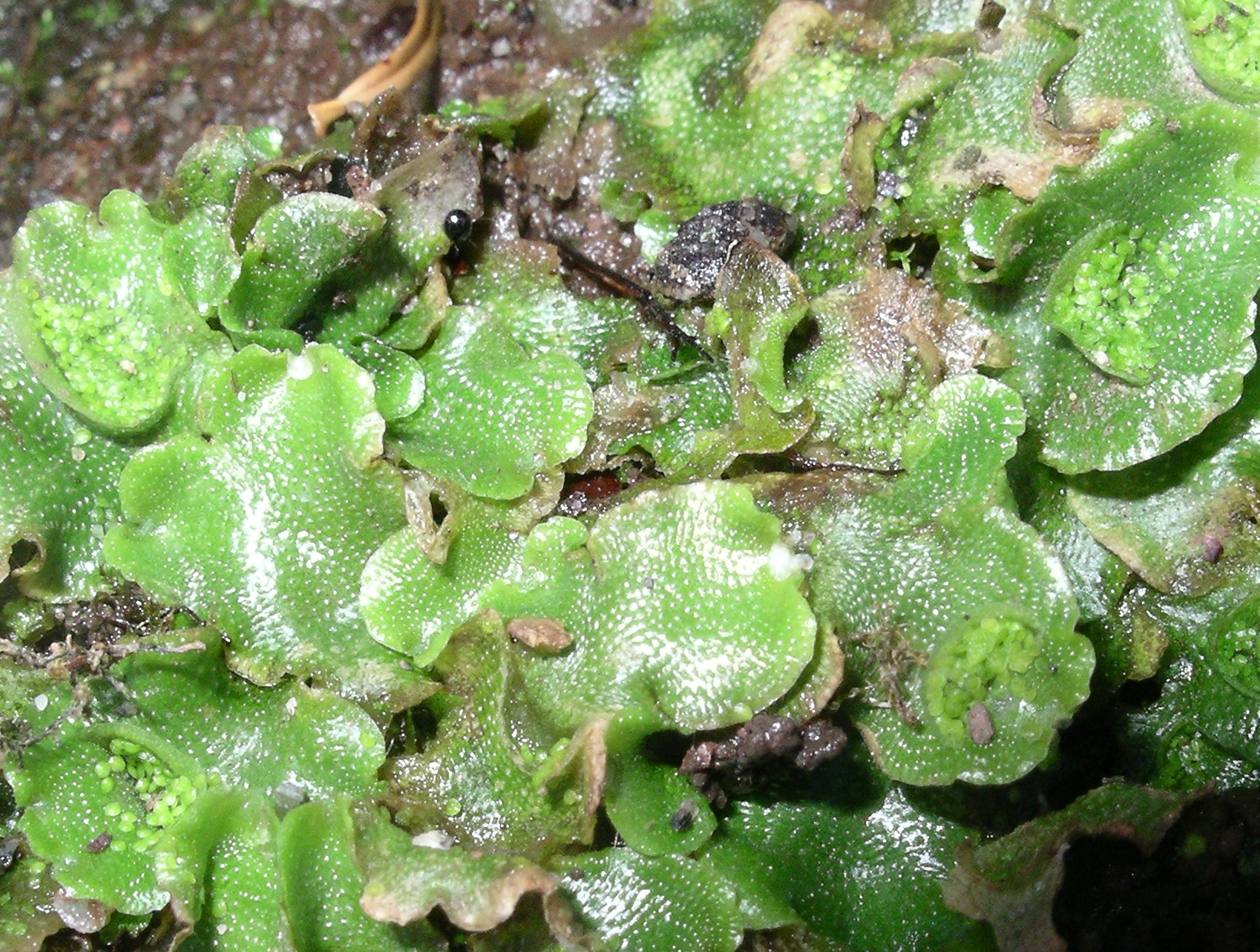
Lunularia cruciata.

Le alghe verdi erano piuttosto comuni nel Tardo Cambriano e nell'Ordoviciano e dalla loro evoluzione ebbero origine le piante. Le piante terrestri si svilupparono dapprima come muschi non vascolari simili alle epatiche del tipo Marchantiophyta. Spore fossili di piante terrestri sono state identificate nei sedimenti dell'Ordoviciano superiore.
Le prime forme di funghi terrestri erano del tipo micorriza arbuscolare e hanno giocato un ruolo importante nel facilitare la colonizzazione della terra da parte delle piante attraverso la simbiosi micorrizica, che mette i nutrienti del terreno a disposizione delle cellule vegetali. Sono stati ritrovati fossili di Ife e spore fungine dell'Ordoviciano risalenti a 460 milioni di anni fa, quando la flora terrestre doveva consistere essenzialmente di briofite non vascolari.

## Paleogeografia
Durante l'Ordoviciano il livello marino fu elevato, infatti durante il Tremadociano l'ingressione marina in tutto il mondo fu una delle maggiori mai registrate.
I continenti meridionali erano uniti in un singolo supercontinente chiamato Gondwana. All'inizio del periodo la Gondwana si trovava ad una latitudine equatoriale: successivamente cominciò man mano a migrare verso il Polo Sud. L'inizio dell'Ordoviciano è ritenuto essere un periodo caldo, almeno ai tropici, mentre nella parte conclusiva i ghiacci furono largamente estesi. Durante l'Ordoviciano la Gondwana fu estesamente coperta da mari poco profondi che favorirono la crescita di organismi che fissavano il carbonato di calcio nei loro gusci (conchiglie) o nelle loro parti solide del corpo.
Le rocce dell'Ordoviciano sono principalmente sedimentarie. A causa dell'area ristretta e della limitata elevazione delle terre emerse, caratteristiche che limitavano l'erosione, i sedimenti marini che compongono una gran parte dell'Ordoviciano consistono in calcari. Le argille e le arenarie sono meno rappresentate.
Un rilevante episodio di sollevamento fu l'orogenesi taconiana che era già in corso durante il Cambriano. All'inizio dell'Ordoviciano superiore, tra 460 e 450 milioni di anni fa, i vulcani lungo la costa dell'oceano Giapeto eruttarono nell'atmosfera enormi quantità di anidride carbonica, trasformando il pianeta in una serra caldissima. Quando le isole di questo arco vulcanico entrarono in collisione con il Nord America, diedero luogo alla catena dei Monti Appalachi. Alla fine dell'Ordoviciano superiore le emissioni vulcaniche si fermarono. Nel frattempo la Gondwana si era spostata verso il Polo sud e si era ricoperta di ghiaccio.
Nei mari la calcite a basso tenore di magnesio era la forma predominante nei precipitati di carbonato di calcio marino, permettendo lo sviluppo di fauna invertebrata dotata di scheletri calcitici.

## La fine dell'Ordoviciano
L'Ordoviciano si concluse con una serie di estinzioni che, considerate collettivamente, compongono la seconda tra le cinque maggiori estinzioni della storia della Terra in termini di percentuale di specie scomparse. L'unica maggiore fu quella occorsa nel passaggio tra il Permiano ed il Triassico.
L'estinzione avvenne circa fra 444-447 milioni di anni fa e segna la separazione tra l'Ordoviciano e il seguente periodo, il Siluriano. A quel tempo molti organismi complessi multicellulari che vivevano nel mare (circa il 49% delle specie della fauna) scomparirono per sempre; brachiopodi e briozoi furono decimati, insieme a molte famiglie di trilobiti, conodonti e graptoliti.
La teoria più accettata è che, a causa di imponenti glaciazioni, il livello marino si abbassò drasticamente, la composizione chimica degli oceani mutò e si ebbe l'estinzione di molte specie marine fra cui i graptoliti.  Depositi glaciali di questo periodo sono stati trovati nel deserto del Sahara. Si pensa infatti che, a causa delle deriva dei continenti, il supercontinente Gondwana transitando vicino al Polo Sud abbia causato una prolungata glaciazione. Gli impulsi glaciali furono almeno due, separati da 500.000-1.000.000 di anni durante i quali il livello del mare risalì rapidamente.
Secondo una ipotesi avanzata da A. Melott della Kansas University, questa estinzione di massa sarebbe stata causata da lampi di raggi gamma dovuti all'esplosione di una supernova "vicina" (qualche migliaio di anni luce) particolarmente massiccia.. In generale però si ritiene che gli eventi di estinzione abbiano una genesi piuttosto complessa e dipendano una elevata serie di concause. Una teoria prevede che la glaciazione sia stata causata dai primi muschi che colonizzarono la terraferma e che sottrassero CO₂ all'aria. Commenta Elizabeth Kolbert: «Se così fosse, la prima estinzione di massa degli animali sarebbe stata causata dalle piante».

## L'Ordoviciano in Italia
I terreni ordoviciani in Italia non sono molto diffusi. Sono rappresentati solo in Sardegna (metaconglomerati a matrice argillosa, detti "puddinghe", nella zona costiera dell'Iglesiente) e nelle Alpi Carniche (calcari marnosi, in quota).
Le puddinghe sarde sono il risultato di una fase di continentalità dell'Iglesiente, limitata all'Ordoviciano medio, detta Fase Sarda, in cui si ebbe l'erosione di gran parte dei preesistenti depositi cambriani e la rideposizione dei prodotti erosi in una matrice argillosa, in discordanza stratigrafica sui depositi preesistenti.